# Casse-tête chinois
Casse-tête chinois (Brasil: O Enigma Chinês / Portugal: Puzzle Chinês) é um filme de comédia dramática francês de 2013, escrito e realizado por Cédric Klapisch. É o terceiro filme da trilogia, que começou em 2002 com L'Auberge espagnole e continuou em 2005 com Les Poupées russes.
A sua estreia ocorreu a 4 de dezembro de 2013, na França.

## Sinopse
Xavier tem agora 40 anos e é pai. Quando Wendy, a mãe dos seus filhos, decide ir viver para Nova Iorque, ele não considera a hipótese de viver longe deles. Portanto, Xavier parte para a Grande Maçã, onde irá viver um verdadeiro quebra-cabeças como ter que se casar com uma sino-americana para conseguir obter cidadania americana.

## Elenco
- Romain Duris… Xavier Rousseau
- Kelly Reilly… Wendy
- Audrey Tautou… Martine
- Cécile de France… Isabelle
- Sandrine Holt… Ju
- Kevin Bishop… William
- Vanessa Guide…